# Фернандо дел Вале
Фернандо дел Вале е американски оперен певец.

## Семейство
Приема фамилното име Дел Валле от своя дядо Фернандо Мелендез дел Валле (Fernando Meléndez del Valle), който в своето време също е бил известен тенор. Праправнук е на Андрес дел Валле Родригез (Andrés del Valle Rodríguez), президент на Салвадор през 1876 г. и е пряк потомък на Хосе Мария Сан Мартин, президент на Салвадор (1854 – 1856) и основател на град Санта Текла в Салвадор (Santa Tecla, El Salvador).

## Биография
Роден е в Ню Орлиънс, Луизиана, САЩ. Завършил е Тулейнския и Южния методистки университет в Далас, Тексас, като в последния е получил професионална стипендия от операта в Далас. Възпитаник е на програма „Мелора на операта“ в Сан Франциско, където е учил през 1992 и 1993 г. По-късно печели конкурса „Бел Канто“ в Чикаго; после се установява в Италия, където учи под ръководстжото на Карло Бергонци и по-късно Томас Хауард и Елена Николаиди.

### Ранни години
Дел Валле дебютира на сцената на университет в Лайола (Ню Орлеанс) през 1981 г., на 18-годишна възраст, в ролята на Първия пастир в постановката „Венера и Адонис“ от Джон Блоу.
На следващата година пее соло тенор в „Страсти на Матей“ от Бах, заедно със симфоничен оркестър на Ню Орлеанс. Диригент е Андрю Масей. През 1986 прави дебют в бостънската „Джордан хол“ с „Коледна оратория“ отново по Бах и печели. На следващата пролет пее в „Алис Тули Хол“ (Alice Tully Hall), линкълн-център (Lincoln Center), с Бетовен-обществото в Ню Йорк. Освен това продължава кариерата си на концертен тенор с репертоар включващ Тържествена Меса от Бетовен и реквиемите от Верди, Бритън (Britten) и Лойд Уебър (Lloyd Webber). Дебют на Карнеги Хол (Carnegie Hall) прави на през 1993 с „велика“ литургия (Missa Solemnis) от Моцарт в До-минор. Също така изпълнява тенорните сола в „Месия“ от Джордж Фридрик Хандел (George Frideric Handel) за Симфоничния оркестър на Далас (Dallas Symphony Orchestra) в Мортън Майерсън Симфоничен Център (The Morton H. Meyerson Symphony Center) през 1994. Европейския си дебют прави през 1995, изпълнявайки Симфония номер 9 (Symphony No. 9) по Моцарт със симфоничния оркестър на Милано – Джузепе Верди (Orchestra Sinfonica di Milano Giuseppe Verdi), дирижира Алън Франсис (Alun Francis). Европейският си оперн дебют, Дел Валле прави в ролята на „дон Хосе“ в постновката „Кармен“ на Хюго де Ана на сцената на Театро Комунале ди Тревисо (Teatro Comunale di Treviso), под вокалното деригенство на Регина Ресник (Regina Resnik) и с оркестър диригент Петер Мааг(Peter Maag). През 1996 играе „Рудолф“ в операта „Бохема“ (La bohème) в Театро дел Опера в Рим (Teatro dell'Opera di Roma), диригент е Владимир Юровски Vladimir Jurowski.

### 1997 – днес
През 1997 дел Вале влиза в образа на дон Хосе (Кармен) в гран театро ла фенис, франция, дирижира Исак Карабчевски, както и Пинкертон от мадам бътерфлай с Палм бийч опера, дирижира Антон Гуардано, Колмар, франция. Дебютира в Германия в ролята на Рудолфо на сцената на франктуртската опера. Печели признанието на критиците на фестивала в Уексфорд с ролята на Паоло от операта „Фоска“ на Антонио Карлос Гомес. Следва серия важни покани за участия и от 1999 дел Валле пее на различни места по света, включително Старата опера във Франкфурт, Страсбург (9-а Симфония от Бетовен, диригент е Джон Сторгард), Маастрихт, Дойче опер ам рейн, концерта зала Дюселдорф, немска опера Берлин, театър Карло Феличе, Бремен, Берген, Коста Рика, Гащайг Мюнхен, финландска национална опера, Хелзинки, бело хоризонте в Бразилия, фестивал HIFA в Хараре, Зимбабве, Малмьо, театро петруцели ди Бари, Торино, Бавено, национален театур Манхайм, баденски държавен театьр Карлсруе, дуржавен театьр Касел, Хамбург и хесенски дуржавен театур Висбаден. Няколко години дел Валле е главен (водещ) тенор в държавния театър в Дармщадт по покана на Марк Албрехт. Кариерата му продължава с представления Израел, Корея, Катания, Сидни, Лисабон и Прага. През 2003 Рикарда Джакоби – протеже на Оскар Кокошка, рисува негов портрет. По случай 150-годишнината (1854 – 2004) на град Санта Текла, Ел Салвадор, бившият салвадорски посланик Ернесто Ривас-Галонт кани дел Валле да изнесе 2 концерта. Като искрен католик, тенорът настоява първият концерт да е на 23 септември – денят на Саната Текла – сжетицата, чието име носи града.

## Роли на сцена
Бизе
- Кармен – Дон Хосе
- Les pêcheurs de perles – Надир

Бойто
- Мефистофел – Фауст

Доницети
- Любовен еликсир – Неморино
- Лучия ди Ламермур – Eдгардо
- Лукреция Борджия – Рустигело

Джордано
- Андре Шен – Главна роля

Gomes
- Fosca – Паоло
- Salvator Rosa – Главна роля

Гуно
- Faust— Главна роля

Андре Гретри
- Земир и Азор – Азор

Лехар
- Die lustige Witwe – Камил де Росильон

Leoncavallo
- Pagliacci – Канйо

Маскани
- Селска чест – Туриду

Масне
- Manon – Шевалье де Грию
- Вертер – Главна роля

Моцарт
- Вълшебната флейта – Тамино

Ponchielli
- La Gioconda – Енцо

Жак Офенбах
- Les contes d'Hoffmann – Главна роля

Пучини
- La fanciulla del West – Дик Джонсон
- Тоска – Каварадоси
- Бохеми – Родолфо
- Мадам Бътерфлай – Б. Ф. Пинкертон
- Manon Lescaut – Кавалер де Грию
- Le Villi – Роберто

Йохан Щраус
- Die Fledermaus – Алфред Айзенщайн

Щраус
- Саломея (опера) – Наработ
- Жена без сянка – гласа на юношата

Верди
- Атила – Форесто
- Фалстаф – Фентон Бардолфо
- I Lombardi alla prima crociata – Оронте
- Травиата – Алфредо Жермон
- Макбет (опера)— Макдуф
- Набуко— Исмаел
- Риголето— Херцогът на Мантуа
- Симон Боканегра – Габриеле Адорно

Вагнер
- Танхойзер – Валтер фон дер Фогелвайде
- Летящия холандец – щурман
- Тристан и Изолда – глас на младия моряк